# Lloyd V. Berkner
Lloyd Viel Berkner, né le 1er février 1905 à Milwaukee et mort le 4 juin 1967 à Washington, est un ingénieur américain en physique et électronique. Il est un des premiers à mesurer l'extension et la densité de l'ionosphère, ce qui aidera à mieux comprendre la propagation des ondes radio.

## Biographie
Il grandit à Sleepy Eye (Minnesota), où très tôt il devient un radioamateur enthousiaste.
Il poursuit ses études en génie électrique à l'Université du Minnesota. au même temps qu'il devient ingénieur pour la WLB-WGMS, une des premières stations radio de l'université. Plus tard, il joint la réserve de la Marine américaine pour la qu'il conçoit un système de radiocommunication VHF.

### Expéditions à l'Antarctique et période militaire
Une fois ayant obtenu son diplôme, Lloyd Berkner est employé à différents postes comme ingénieur pour le gouvernement américain jusqu'à 1928, quand il est convoqué pour la première expédition de Richard Byrd dans L'Antarctique. Il sera un des éléments-clés pour l'établissement des communications radio qui permettront le déroulement de futures expéditions dans l'Antarctique.
Jusqu’au début de la Seconde Guerre mondiale, il est physicien dans le groupe de recherche sur le magnétisme terrestre à la Carnegie Institution de Washington. Durant le conflit mondial, il est chef de la section radar du Bureau d’aéronautique de la marine américaine puis occupe après la guerre le poste de secrétaire exécutif du JRDB (Joint Research and Development Board, organes militaires).
À la fin de l’année 1946, le secrétaire à la Défense James Forrestal le mandate, aux côtés de l’amiral Byrd, en tant qu’expert en physique et électronique de l’opération « High Jump », d’étude de l'opportunité de bases américaines en Antarctique.

### Année géophysique internationale
Géophysicien et spécialiste du magnétisme terrestre, en 1950 il fait partie du groupe scientifique responsable de la planification et la fondation de l’Année géophysique internationale : un ensemble de recherches à l'échelle mondiale qui furent menées et coordonnées entre 1957 et 1958, lors d'une période de forte activité solaire.
De nombreux événements de grande importance ont lieu pendant sa durée, dont l’installation de la base antarctique Vostok et le lancement des premiers satellites artificiels de l’URSS (Spoutnik 1) et des États-Unis (Explorer 1), marquant le début de l'ère spatiale.

### Dernières années
En 1691, il devient président de l'Institut d'Ingénieurs de la Radio (Institute of Radio Engineers), une des nombreuses organisations scientifiques dont il est membre.
Il reçoit en 1967 la médaille William-Bowie de l'Union américaine de géophysique (American Geophysical Union) pour ses "contributions exceptionnelles à la géophysique fondamentale et à la coopération désintéressée en matière de recherche".
Il décède en 1967. À mi-chemin entre le monde scientifique et militaire dont il sera toujours un loyal serviteur, le Dr Berkner connaîtra une carrière rare pour un réserviste, puisqu’il atteindra le grade de vice-amiral.